# Parafia Wniebowzięcia Najświętszej Maryi Panny w Łazówku
Parafia pw. Wniebowzięcia Najświętszej Maryi Panny w Łazówku – rzymskokatolicka parafia należąca do dekanatu sterdyńskiego, diecezji drohiczyńskiej, metropolii białostockiej.

## Historia
W XVI wieku w Łazówku erygowano parafię obrządku wschodniego. Parafia stała się unicka po unii brzeskiej. W latach 1874–1875 po likwidacji unii, kościół zamieniono na cerkiew prawosławną. Do Łazówka sprowadzono prawosławnego duchownego oraz z Wirowa. 
22 stycznia 1919 mieszkańcy wystąpili o powołanie parafii katolickiej. 19 listopada 1919 Bp. Henryk Przeździecki erygował tutaj parafię Wniebowzięcia Najświętszej Maryi Panny. 

## Miejsca święte

### Sanktuarium
Łazówek jest miejscem szczególnego kultu Matki Bożej Pocieszenia. W kościele znajduje się cudowny obraz. 24 września 2011 ks. bp. Antoni Pacyfik Dydycz ustanowił Łazówku sanktuarium Matki Bożej Pocieszenia. 15 sierpnia 2012 ks. bp. Antoni Pacyfik Dydycz dokonał koronacji obrazu na prawie diecezjalnym.

### Kościół parafialny
W latach 1983–1986 zbudowano obecny murowany kościół. Konsekracji kościoła dokonał 30 lipca 1988 biskup siedlecki Jan Mazur.

## Obszar parafii
W granicach parafii znajdują się miejscowości:
- Kamieńczyk,
- Kolonia Dzierzby,
- Kolonia Kamieńczyk,
- Łazów
- Łazówek

## Duszpasterze

### Proboszczowie
- ks. kan. mgr Robert Krasowski[1]